# Regenboogbaardvogel
De regenboogbaardvogel (Psilopogon rafflesii synoniem: Megalaima rafflesii) is een baardvogel die voorkomt in de Indische Archipel.

## Beschrijving
De regenboogbaardvogel is 25 cm lang. Hij is -net als de andere Aziatische baardvogels- vrij plomp van bouw en overwegend groen gekleurd. Hij heeft een forse, donker gekleurde snavel met borstels aan de basis van de snavel. Kenmerkend voor deze baardvogel is de combinatie van een betrekkelijk kleine, gele wangvlek en een geheel rode kruin.

## Verspreiding en leefgebied
De regenboogbaardvogel komt voor op het schiereiland Malakka, Sumatra en Borneo. Het is een vogel van laagland tropisch regenwoud en in mindere mate van secoundair bos en soms zelfs rubberplantages.

## Status
De regenboogbaardvogel heeft een groot verspreidingsgebied en daardoor is de kans op uitsterven niet groot. De grootte van de populatie is niet gekwantificeerd, maar zeker is dat door ontbossingen de regenboogbaardvogel in aantal achteruitgaat. Om deze redenen staat deze baardvogel als gevoelig op de Rode Lijst van de IUCN.